# William Morton Wheeler
William Morton Wheeler (ur. 19 marca 1865 w Milwaukee, w stanie Wisconsin, zm. 19 kwietnia 1937 w Cambridge, Massachusetts) – amerykański entomolog, myrmekolog i profesor Harvardu.

## Życiorys
William Morton Wheeler był synem Julius Morton i Caroline Georgiana Anderson (z domu Wheeler). Na etapie edukacji podstawowej został przeniesiony ze szkoły publicznej do miejscowej akademii niemieckiej z powodu, jak to sam określał, "uporczywie złego zachowania". W akademii znajdowało się małe muzeum, w którym młody Wheeler samodzielnie studiował. Kiedy Ward's Natural Science na początku 1884 dostarczył do akademii zbiór szkieletów i wypchanych zwierząt, Wheeler zgłosił się na ochotnika żeby wraz z Wardem spędzać noce na rozpakowywaniu i rozstawianiu okazów. Młodzieniec zrobił takie wrażenie na Wardzie że zaproponował on mu pracę w jego zakładzie w Rochester w Nowym Yorku. Wheeler przyjął propozycję i zajmował się tam opisywaniem ptaków i ssaków, a później także kolekcji mięczaków, szkarłupni i gąbek. Jego katalog muszli był w użyciu aż do końca 1920 roku.
Wheeler szkolił się na entomologa i embriologa, był uczniem Georga Baura, Antona Dohrna i Charlesa Otisa Whitmana. Stał się wiodącym autorytetem w tematyce zachowań owadów społecznych, w szczególności mrówek. Odegrał on znaczącą rolę w rozwoju etologii – spopularyzował ten termin używając go jako pierwszy w 1902 roku w swojej publikacji w czasopiśmie Science.
Był odpowiedzialny za opisanie bardzo wielu gatunków, w tym Pogonomyrmex Maricopa, czyli najbardziej jadowitego z opisanych gatunków owadów. Profesor Wheeler był kuratorem Zoologii Bezkręgowców w Amerykańskim Muzeum Historii Naturalnej w Nowym Jorku w latach 1903 – 1908. Został też wybrany do National Academy of Sciences.
Utrzymywał bliskie kontakty z angielskim myrmekologiem i koleopterologiem Horace Donisthorpem. To właśnie Wheelerowi w 1915 r. Donisthorpe zadedykował swoją pierwszą obszerną książkę o mrówkach. Donisthorpe i Wheeler bardzo często wymieniali się okazami, w wyniku czego opracowali koncepcję, że podrodzina formicinae miała swoje początki w Ameryce Północnej.
Za swoją pracę, Ants of the American Museum Congo Expedition, Wheeler został nagrodzony w 1922 r. przez National Academy of Sciences medalem Elliotta Daniela Girauda. Był profesorem biologii stosowanej w Bussey Institute na Uniwersytecie Harvarda. Kierunek ten był jednym z najlepiej ocenianych kierunków biologicznych w Stanach Zjednoczonych w tamtym czasie. Jednym z jego uczniów był Alfred Kinsey.
Twórczość Wheelera obejmuje 467 tytułów.